# Kishirō Nakamura

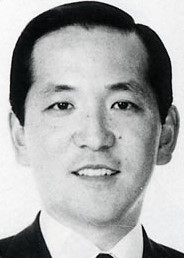
Kishiro Nakamura (etwa 1989)

Kishirō Nakamura (japanisch 中村 喜四郎 Nakamura Kishirō; * 10. April 1949 als 中村 伸 Nakamura Shin in der Stadt Sakai, Kreis Sashima, Präfektur Ibaraki) ist ein ehemaliger japanischer Politiker (parteilos → Liberaldemokratische Partei, Tanaka-Faktion → Takeshita-Faktion → parteilos → Kaikaku Club → parteilos/Fraktion Mushozoku no Kai → KDP-Fraktion → KDP). Er war mit Unterbrechung von 1976 bis 2024 Mitglied im Abgeordnetenhaus, dem Unterhaus der Nationalversammlung, zuletzt für den Verhältniswahlblock Nord-Kantō, und von 1992 bis 1993 Bau-, 1989 Wissenschaftsminister.

## Werdegang
Nakamura ist der Sohn von Kishirō Nakamura, damals Präfekturparlamentsabgeordneter in Ibaraki und später bis zu seinem Tod 1971 LDP-Senator für Ibaraki, und Tomi Nakamura, 1972–1977 Senatorin für Ibaraki. Als er bei der Abgeordnetenhauswahl 1976 in die Politik eintrat, nahm Shin Nakamura den Namen des Vaters an. Er kandidierte bei der „Lockheed-Wahl“ 1976 ohne Parteinominierung im damaligen SNTV-Fünfmandatswahlkreis Ibaraki 3 und wurde aus dem Stand mit den höchsten Stimmenanteil vor einem Kōmeitō-Kandidaten gewählt; zwei LDP-Abgeordnete landeten nur auf den Plätzen drei und vier, zwei weitere wurden abgewählt. Er wurde anschließend von der LDP rückwirkend nachnominiert. Als LDP-Kandidat konnte er den Sitz bei allen SNTV-Wahlen bis 1993 verteidigen, meistens mit dem höchsten Stimmenanteil. In der Partei schloss er sich der Tanaka-Faktion an und wurde für das erste Kabinett Nakasone 1982 parlamentarischer Staatssekretär (seimu jikan) im Bauministerium. Nach Tanakas Machtverlust wurde Nakamura Mitglied der Takeshita-Faktion, in der sich der größere Teil der ehemaligen Tanaka-Anhänger sammelte.
Erstmals Minister wurde Nakamura 1989, als er im kurzlebigen Kabinett Uno die Behörde für Wissenschaft und Technologie übernahm. Von 1992 bis 1993 war er Bauminister im umgebildeten Kabinett Miyazawa. Im Zenekon-Skandal 1993/94, der unter anderem zum Rücktritt von Ibarakis Gouverneur Fujio Takeuchi geführt hatte, wurde 1994 seine Immunität eingeschränkt, und er wurde als erster amtierender Abgeordneter seit den 1960er Jahren festgenommen. Auch die LDP verließ er 1994. In letzter Instanz verurteilt und vorübergehend seines Mandats enthoben wurde er aber erst 2003.
Seit der Wahlrechtsreform der 1990er Jahre kandidiert Nakamura im FPTP-Einmandatswahlkreis Ibaraki 7, den er als unabhängiger Kandidat zunächst 1996 und 2000 gewann. Nachdem der Oberste Gerichtshof im Januar 2003 seine Verurteilung bestätigt hatte, verlor er sein Mandat, verbüßte seine Haftstrafe und wurde 2004 aus dem Gefängnis Kurobane im Nordosten von Tochigi entlassen. Seit der Wahl 2005 kandidiert er wieder im Wahlkreis Ibaraki 7 und setzte sich gegen Keiko Nagaoka (LDP) durch, der Ehefrau von Yōji Nagaoka (LDP, ehemals NFP), der 2003 die Nachwahl für Nakamuras Sitz und die allgemeine Wahl 2003 gewonnen hatte. Den Wahlkreis konnte er danach bis einschließlich 2017 durchgehend gegen Nagaoka gewinnen; ab der Wahl 2012 erhielt er dabei eine Wahlempfehlung von der mit der LDP regierenden Kōmeitō, womit Ibaraki 7 einer der wenigen bzw. in den meisten Wahlen der landesweit einzige Wahlkreis war, in dem die beiden Regierungsparteien explizit verschiedene Kandidaten unterstützten. Von 2008 bis 2010 war er Mitglied des Kaikaku Club. Im Zuge der Wahl 2014 verhandelte er letztlich ohne Ergebnis über eine Rückkehr in die LDP.
Nach der Wahl 2017 stimmte Nakamura bei der Wahl des Premierministers für den neuen DFP-Vorsitzenden Kōhei Ōtsuka. Im Januar 2018 trat er der von verbliebenen DFP-Mitgliedern um Katsuya Okada gegründeten Fraktion Mushozoku no kai bei. Im Januar 2019 trat er wie auch Okada und weitere Fraktionsmitglieder der KDP-Fraktion bei, bald darauf auch der Partei, bei der Neugruppierung der beiden Demokratischen Parteien KDP & DVP 2020 der „neuen“ KDP. Als KDP-Kandidat unterlag er bei der Wahl 2021 Keiko Nagaoka, die nun auch vom Koalitionspartner unterstützt wurde, gewann aber mit einer knappen Wahlniederlage den zweiten der fünf KDP-Sitze im Verhältniswahlblock Nord-Kantō und damit seinen 15. Wahlerfolg.
Im September 2024 kündigte Nakamura seinen Rückzug aus der Politik an. Für die folgende Abgeordnetenhauswahl im Oktober 2024 legte sein Sohn und ehemaliger Sekretär Hayato Nakamura sein Mandat im Präfekturparlament von Ibaraki nieder, kandidierte als unabhängiger Kandidat im Wahlkreis Ibaraki 7 und setzte sich mit 53 % der Stimmen gegen Nagaoka durch.